# Histoire des Indians de Cleveland
Les Indians de Cleveland (Cleveland Indians en anglais) sont une franchise de baseball basée à Cleveland évoluant dans la Ligue majeure de baseball.

## Cleveland Lake Shores (1900)
Cleveland dispose d'une formation de ligue majeure de 1887 à 1899, les Cleveland Spiders, mais ces derniers qui évoluent en Ligue nationale de 1889 à 1899 cessent leurs activités après une saison 1899 catastrophique : 20 victoires pour 134 défaites.
La franchise actuelle est fondée en 1900 par Charles Somers sous le nom de Cleveland Lake Shores par transfert de la formation de Western League, les Grand Rapids Rustlers, à Cleveland. Somers délègue la présidence du club à John F. Kilfoyle qui reste président jusqu'en 1908, puis Somers assure lui-même la présidence.
Dès 1900, Cleveland évolue au League Park (9000 places) en Ligue américaine (ex-Western League). La Western League adopte le nom de Ligue américaine dès 1900, mais évolue encore sous le label de ligue mineure. Les Lake Shores participent à cette compétition, terminant sixièmes avec 63 victoires pour 73 défaites. La saison avait pourtant débuté par une victoire 7-6 à Indianapolis avec Bumpus Jones comme lanceur partant pour Cleveland.
Le club porte trois surnoms au cours de cette saison : Lake Shores, puis Bluebirds et Blues en raison de la tenue bleue arborée par les joueurs.

## Les débuts en ligue majeure (1901-1908)

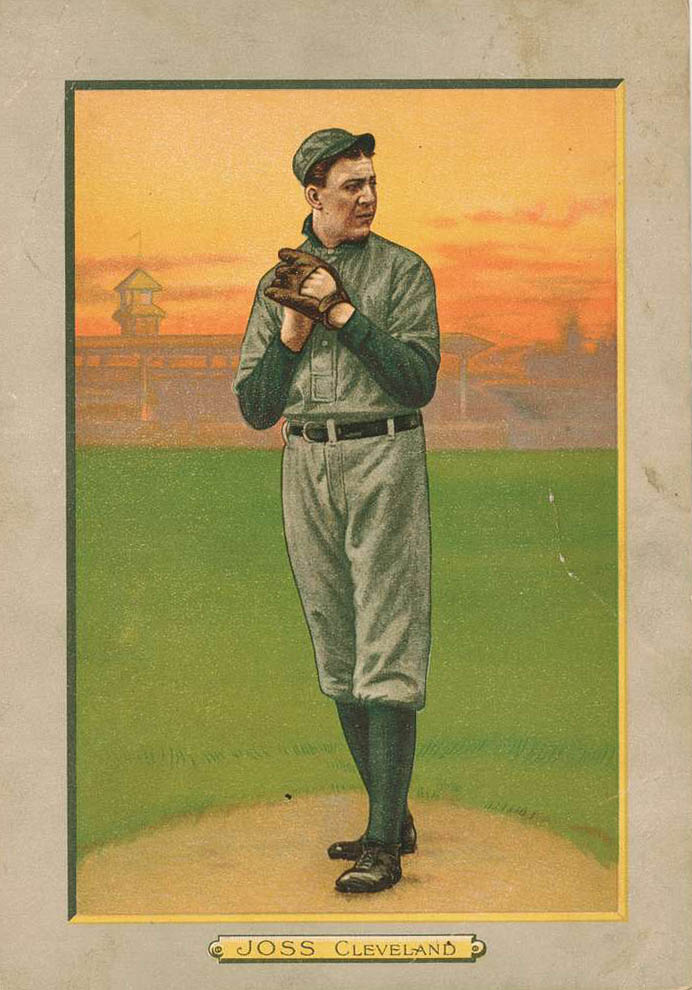
Addie Joss

En 1901, Ban Johnson transforme la Ligue américaine en ligue majeure, au même rang que la Ligue nationale. La franchise qui prend alors officiellement le nom de Cleveland Blues a l'honneur d'inaugurer la ligue en disputant le match d'ouverture le 24 avril 1901 à Chicago face aux White Sox devant 14 500 spectateurs. Toutes les autres rencontres programmées ce jour-là furent reportées en raison de chutes de pluie.
Les Blues s'inclinent à l'occasion de leurs deux premiers matches à Chicago, puis signent leur première victoire en Ligue majeure lors du troisième match de la série jouée face aux White Sox le 27 avril 1901 par 10 à 4. Les Blues remportent ensuite leur premier match à domicile joué en Ligue majeure : 4-3 face à Milwaukee. 

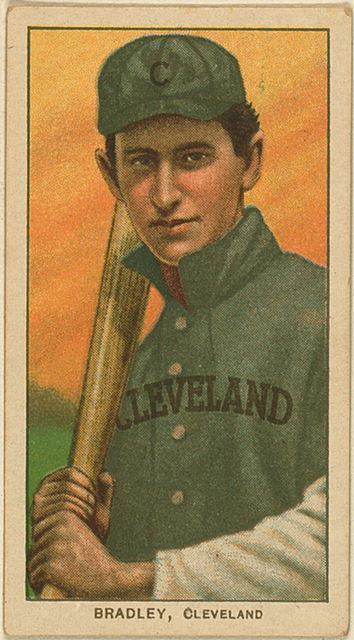
Bill Bradley

Le 23 mai 1901, les Indians signent un retour étonnant lors d'un match face aux Washington Senators. Menés 13 à 5 avant la dernière demi-manche, les Indians gagnent la partie en marquant 9 points au cours de l'ultime manche.
Malgré de belles performances de Jack McCarthy (0,321 de moyenne au bâton), les Blues terminent cette saison 1901 en septième position sur huit équipes avec 54 victoires pour 82 défaites. À l'issue de cette saison, le manager-joueur Jimmy McAleer est remplacé par Bill Armour qui reste en poste trois saisons. Sous sa conduite, les résultats restent dans la lignée de ceux enregistrées la saison précédentes : très mauvais, avec seulement 11 victoires lors des 35 premiers matchs de la saison 1902. L'arrivée de Nap Lajoie change la donne. Recruté en cours de saison 1902 pour 25 000 dollars sur trois ans, Lajoie provoque l'enthousiasme à Cleveland. Plus de 10 000 spectateurs assistent à ses débuts sous les couleurs de Cleveland le 4 juin 1902 à League Park. Cleveland devient désormais une équipe qui gagne plus de rencontres qu'elle n'en perd, mais la direction réelle du jeu est sous l'autorité du capitaine Nap Lajoie.
Devenue Cleveland Bronchos en 1902, la franchise est rebaptisée Cleveland Naps en 1903 en hommage à Nap Lajoie à la suite d'un vote des fans. Naps l'emporte avec 365 voix devant Buckeyes (281) et Emperors (276).
L'équipe comprend également d'autres joueurs de talent tels Addie Joss (1902-1910), Elmer Flick (1901-1910), Bill Bradley (1901-1910), George Stovall (1904-1911) et Terry Turner (1904-1918). Bill Bradley est le premier joueur de la franchise à frapper un cycle (un simple, un double, un triple et un coup de circuit au d'un même match). Il réussit cette performance le 24 septembre 1903. Elmer Flick remporte le titre de meilleur batteur de la Ligue américaine en 1905 avec une moyenne au bâton de .305. En 1907, Cleveland refuse un échange proposé par les Détroit Tigers entre Flick et le jeune Ty Cobb, 21 ans. Somers connait le mauvais caractère de Cobb et préfère conserver une bonne ambiance au sein de son effectif.
En 1908, Addie Joss lance un match parfait en 74 lancers contre Chicago le 2 octobre. Cleveland termine second de la ligue signant ainsi sa meilleure performance depuis ses débuts avec 90 victoires pour 64 défaites (.584). Les Indians échouent à une demi-victoire des Détroit Tigers.
Pendant cette saison 1908, Somers et son vice-président Ernest Barnard mettent en place un système cohérent de formation des jeunes joueurs avec plusieurs clubs affiliés à Toledo, Ironton, Waterbury, Portland et La Nouvelle-Orléans.

## Nap Lajoie et les Naps (1909-1914)

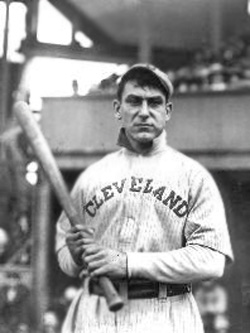
Nap Lajoie

Après la belle saison 1908, les résultats sont décevants en 1909 entraînant la démission du manager Nap Lajoie en août qui décide de recentrer sur sa seule fonction de joueur. James McGuire le remplace au poste de manager.
Lajoie dispute en 1910 le titre de meilleur frappeur de la ligue à Ty Cobb. Aujourd'hui encore, les statisticiens américains ne sont pas d'accord sur le nom du vainqueur réel de ce challenge. La Chalmers Company qui attribue les prix décide de déclarer les deux joueurs à égalité, et offre à chaque joueur la voiture neuve promise au vainqueur.
Shoeless Joe Jackson est alors recruté par les Naps en 1910, mais il doit se contenter d'évoluer en ligue mineure jusqu'en 1911, date de ses débuts chez les Naps. Cy Young joue également chez les Naps de 1909 à 1911, mais il est libéré de son contrat après un début de saison 1911 en demi-teinte (3 victoires pour 4 défaites). À la suite de cette mauvaise entame de saison (6 victoires, 11 défaites), James McGuire est remplacé par George Stovall au poste de manager.
Cette saison 1911 est surtout marquée par le décès du lanceur Addie Joss à 31 ans, deux jours avant l'ouverture de la saison. Un match de bienfaisance au profit de la famille de Joss est disputé le 24 juillet 1911. Toutes les plus grandes vedettes du baseball sont présentes sur le terrain. Cette rencontre préfigure ce que seront les matches des étoiles (All-Star Game) à partir de 1933.
En 1913, la Federal League commence ses activités et elle implante une franchise à Cleveland, en concurrence frontale avec les Indians. Cette nouvelle franchise ne tient qu'une seule saison.
Nap Lajoie frappe son 3000e coup sûr le 17 septembre 1914. Il est alors le troisième joueur à atteindre cette marque.
À la suite du départ de joueurs tels Cy Falkenberg vers la Federal League, les Naps enregistrent 102 défaites en 1914. C'est le record de la franchise. L'affluence est en chute libre, et les finances deviennent problématiques. Shoeless Joe Jackson est cédé contre trois joueurs aux Chicago White Sox. Nap quitte également Cleveland à l'issue de cette saison pour rejoindre Philadelphie.

## Cleveland Indians (1915-1919)

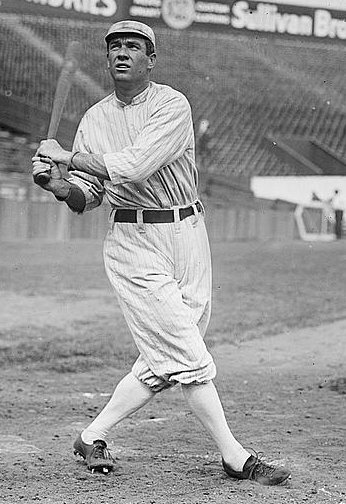
Tris Speaker

À la suite du départ de Nap Lajoie, les Naps sont alors définitivement rebaptisés Cleveland Indians. L'annonce de ce nouveau nom de baptême est faite par la presse de Cleveland le 17 janvier 1915. Dix jours plus tôt, la presse avait déjà annoncé que le président Somers avait chargé un groupe de journalistes sportifs de trouver un nouveau nom à la franchise. Les fans furent autorisés à envoyer des suggestions. Deux théories s'opposent pour expliquer le choix de ce nom. Hommage à Louis Sockalexis, joueur indien des Cleveland Spiders, pour les uns ; inspiré par le nom des Boston Braves qui signent une fabuleuse fin de saison en 1914, passant de la dernière position du championnat en juillet à la première en septembre pour les autres.
Cette modification n'entraîne pas d'embellie sportive et financière. Pour sa première saison sous le nom des Indians, la franchise termine septième sur huit en Ligue américaine et enregistre seulement 159 285 spectateurs aux guichets lors de la saison 1915, soit 2069 spectateurs de moyenne par match. C'est trois fois moins qu'en 1913 (541 000). Charles Somers, industriel de l'Ohio, qui a créé la franchise dont il reste le propriétaire et principal soutien financier, est contraint de la vendre en toute fin d'année 1915. Il passe le relais à un groupe d'investisseurs emmené par Jim Dunn en raison de très graves soucis financiers. Il est ruiné.
Jim Dunn achète la franchise, mais avouant qu'il ne connait rien au baseball, il demande les conseils de Ban Johnson pour constituer son staff. Johnson lui indique le nom de son ancien secrétaire, Bob McRoy. Ce dernier devient manager général et engage le solide champ centre Tris Speaker. McRoy tombe malade et est contraint de quitter son poste dès 1917. Il meurt le 2 décembre 1917.

## Le premier titre (1920)
Tris Speaker devient entraîneur-joueur en 1920. Cette saison est d'abord marquée par un drame. L'arrêt-court Ray Chapman meurt le 17 août 1920, au lendemain d'un match au Polo Grounds contre les New York Yankees. Atteint à la tête par un lancer de Carl Mays, il est déclaré mort après plusieurs tentatives chirurgicales. Le jeune Joe Sewell est alors engagé pour remplacer Chapman.
Sous la conduite de Tris Speaker, les Indians remportent le fanion de la Ligue américaine avec deux victoires d'avance sur Chicago et trois sur les New York Yankees. Speaker signe une saison à .388 au bâton tandis que le lanceur Jim Bagby engrange 31 victoires. Menés 2-1 par les Brooklyn Robins en World Series, les Indians enlèvent leur premier titre national en remportant les quatre dernières parties pour s'imposer 5-2. Outre Speaker, les Indians les plus fameux de cette équipe sont Elmer Smith, Larry Gardner, Jim Bagby, Stan Coveleski, Steve O'Neill, Joe Sewell, Ray Caldwell. Elmer Smith frappe le premier grand chelem en World Series, Bagby frappe le premier coup de circuit des World Series réussit par un lanceur tandis que Bill Wambsganss signe une triple base sans assistance, cas unique dans l'histoire des World Series. Stan Coveleski est le lanceur vedette des Indians cette saison. Il lance trois parties complètes à l'occasion des World Series ; trois victoires, qui permettent aux Indians de remporter les séries.

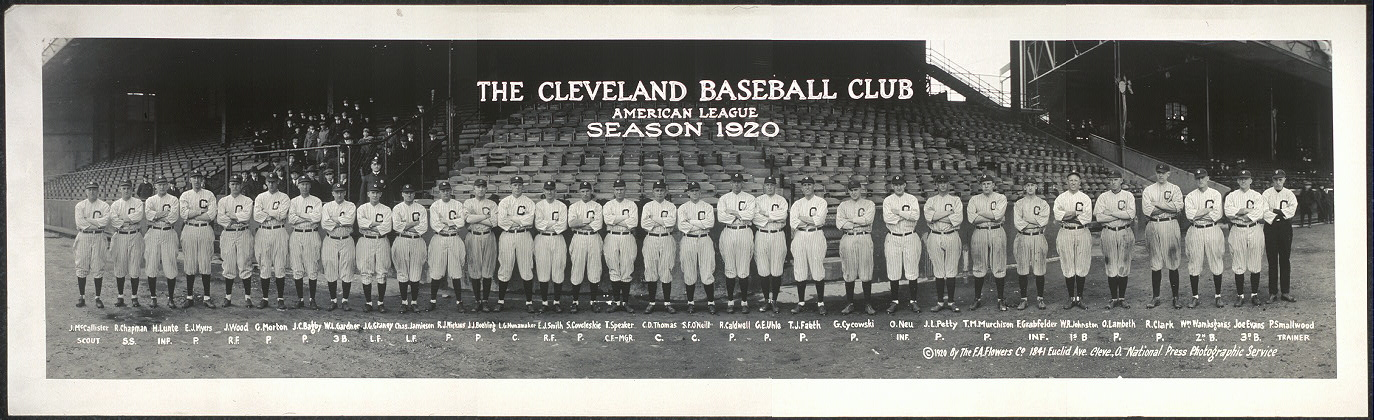
L'équipe de 1920

## D'un titre à l'autre (1921-1947)
Après le succès en World Series, et malgré le talent de joueurs comme Earl Averill, Mel Harder et George Burns (MVP de la saison 1926), les Indians se retrouvent à la peine en championnat, signant au mieux des deuxièmes places en 1921 et 1926. En coulisses, le décès de Jim Dunn en 1922 place la franchise sous la coupe de sa société gérée par sa veuve. Elle cède les Indians à Alva Bradley le 17 novembre 1927 pour un million de dollars.
Depuis 1929, les joueurs des Indians arborent des numéros dans le dos. Cleveland est le deuxième franchise à adopter ce système quelques semaines après les New York Yankees. La numérotation des joueurs devient obligatoire en Ligue américaine en 1931.
En matière de stades, les Indians agrandissent League Park (21 414 places depuis 1910) puis quittent définitivement cette enceinte en 1947. Ils évoluent régulièrement au Cleveland Municipal Stadium (78 000 places à son inauguration ; 73 400 en 1993) de 1932 à 1946, puis de façon systématique de 1947 à 1993. L'inauguration du Cleveland Municipal Stadium a lieu le 31 juillet 1932 devant plus de 80 000 spectateurs. Le premier match de nuit, c'est-à-dire à la lumière des projecteurs, y est disputé le 27 juin 1939.

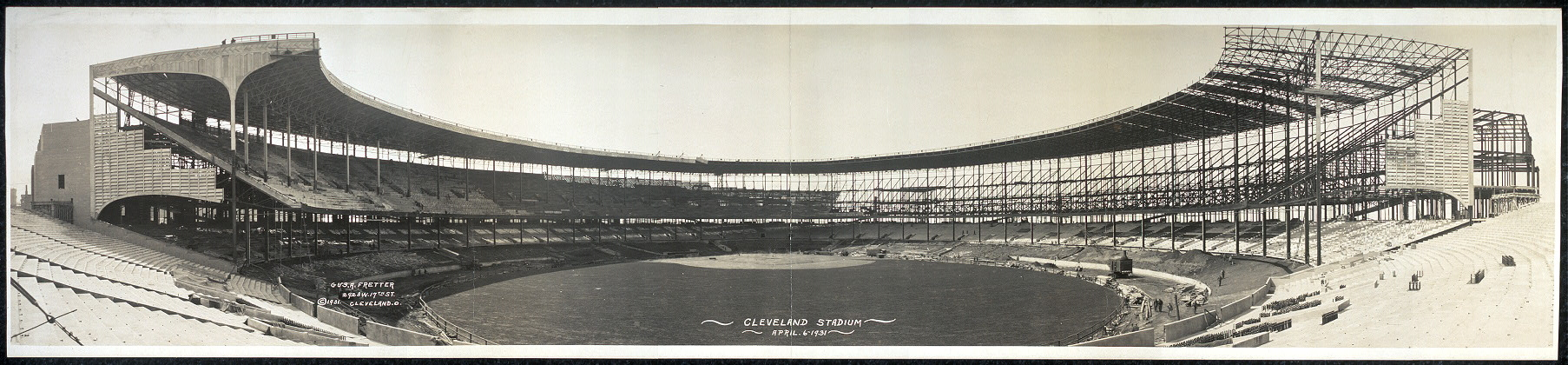
Cleveland Municipal Stadium en construction en 1931

Le lanceur Bob Feller parvient à signer 27 victoires en 1940 mais les Indians, en proie à des luttes intestines, ratent de peu le gain du championnat et terminent deuxièmes de la Ligue américaine. Feller quitte Cleveland en 1941 pour s'enrôler dans l'US Navy à la suite de l'attaque de Pearl Harbor. Après avoir connu le front et reçu huit décorations militaires, il est de retour chez les Indians en 1945 et domine les autres lanceurs de la Ligue en 1946 avec 26 victoires et 348 retraits sur prises, record de la franchise.
Bill Veeck devient le propriétaire de la franchise le 21 juin 1946. C'est lui qui installe définitivement les Indians au Cleveland Municipal Stadium en 1947.
En juillet 1947, 80 jours après l'entrée en jeu de Jackie Robinson chez les Brooklyn Dodgers en Ligue nationale, le premier joueur noir a évolué en ligue américaine fut Larry Doby sous l'uniforme des Indians.

## Le second titre (1948)
La communication mise en place autour de la franchise et les bons résultats enregistrés génèrent un intérêt accru de la part des supporters. On passe ainsi de 1 057 289 spectateurs en 1946 à 1 521 978 en 1947 puis 2 620 627 en 1948.
Soutenu par un public plus nombreux que jamais, les Indians terminent à égalité avec les Boston Red Sox pour le gain du fanion de la ligue américaine. Le match de barrage pour départager les deux franchises se tient à Fenway Park, à Boston. Au terme d'un match resté dans les mémoires, les Indians s'imposent et accèdent aux World Series. Le titre est conquis face aux Boston Braves par quatre victoires à deux. Les champs intérieurs Lou Boudreau (manager-joueur), Ken Keltner, Joe Gordon et Eddie Robinson furent particulièrement efficaces tandis que le lanceur noir Satchel Paige enchanta les spectateurs avec ses lancers aussi variés que surprenants. Paige est le premier lanceur noir à participer aux Séries mondiales. Les trois matches disputés à Cleveland se jouent devant une assistance moyenne de 79 497 spectateurs avec une pointe à 86 288 à l'occasion du match cinq.

## L'après-titre (1949-1959)
Les Indians restent au contact des meilleurs entre 1949 et 1953 sans toutefois accrocher la première place. Lou Boudreau quitte Cleveland en 1950, mais ceci n'émpêche pas les Indians d'être de retour en World Series en 1954. Ils s'inclinent sèchement par quatre victoires à zéro contre les New York Giants. À partir de 1955, les classements des Indians sont décevants à la suite des départs de joueurs comme Bob Feller (1956). Victime de blessures au dos et aux jambes, Al Rosen, MVP de la saison 1953, met un terme à sa carrière en 1956. Le jeune lanceur Herb Score apparait alors le grand espoir de la franchise qui refuse plus d'un million de dollars des Boston Red Sox pour un transfert. Après deux saisons excellentes en 1955 et 1956, Score est sévèrement blessé lors d'un match le 7 mai 1957 ; il ne retrouvera jamais son niveau.

## Une chute de trois décennies (1960-1993)
La traversée du désert des Indians débute en 1960 par le transfert houleux de Rocky Colavito chez les Détroit Tigers. Il est échangé contre Harvey Kuenn qui est transféré dans la foulée. C'est le point de départ d'une chute de plus de trente ans décrite par Terry Pluto dans The Curse of Rocky Colavito: A Loving Look at a 33-Year Slump, un ouvrage publié en 1995.
Les Indians multiplient il est vrai les échanges perdants :  Tommy John, Luis Tiant et Lou Piniella dans les années 1960 et Graig Nettles, Dennis Eckersley, Buddy Bell et Chris Chambliss dans les années 1970, notamment.
Malgré l'acquisition de Gaylord Perry en 1972, les résultats restent médiocres et les affluences dramatiques, entre 7 et 12 000 spectateurs de moyenne. Perry remporte toutefois le premier trophée Cy Young de l'histoire de la franchise en cette saison 1972.
C'est à Cleveland que Frank Robinson est devenu en 1975 le premier manager Afro-Américain du baseball majeur. Il évolua comme joueur-manager. Il échoue à transformer les Indians en équipe gagnante et est remercié en 1977.
Quelques coups d'éclat ont lieu au début des années 1980. En mai 1980, Len Barker se signale en lançant un match parfait contre les Toronto Blue Jays. Addie Joss était le seul Indian à avoir réussi une telle performance. En 1980, Joe Charboneau est désigné meilleure recrue de l'année. Il est victime d'une chute qui le blesse sérieusement au dos ; il ne retrouvera jamais son meilleur niveau.
Après l'une des très rares saisons positives des Indians en 1986, l'hebdomadaire sportif Sports Illustrated fait sa couverture avec Joe Carter et Cory Snyder sous le titre « Indians Uprising », présentant la franchise comme le futur vainqueur de la Ligue américaine en 1987. L'équipe enregistra 101 défaites et hérita de la dernière place de sa division.
En 1989, un échange très contesté par les fans a lieu. Le puissant frappeur Joe Carter est transféré chez les San Diego Padres contre deux joueurs en devenir : Sandy Alomar, Jr. et Carlos Baerga. Alomar s'illustre dès sa première saison chez les Indians : il est sélectionné au match des Étoiles en 1990, remporte le quatrième trophée de la meilleure recrue de l'année de la franchise et un gant doré. Baerga devient également un solide joueur avec trois sélections All-Star.
Le manager Mike Hargrove est nommé en 1991 et champ extérieur Kenny Lofton arrive en provenance des Houston Astros en 1992. Malgré ces changements, les résultats sportifs restent négatifs mais les Indians sont quand même désignés « Organisation de l'année 1992 » par le magazine Baseball America pour son bon travail au niveau des jeunes joueurs.
L'équipe connait une tragédie pendant le camp d'entraînement au printemps 1993. Lors d'un accident de bateau, les lanceurs Steve Olin et Tim Crews sont tués sur le coup ; le lanceur Bob Ojeda est très gravement blessé et il doit mettre un terme définitif à sa carrière.

## Renouveau depuis 1994
1994 marque un nouveau départ pour la franchise qui s'installe au Jacobs Field (43 345 places). Les Indians signent des participations aux World Series en 1995 et 1997 sans s'imposer. Ils chutent d'abord contre les Atlanta Braves par quatre victoires à deux, puis s'inclinent face aux Florida Marlins par quatre victoires à trois. L'effet du nouveau stade combiné aux bons résultats créé une vague de popularité inédite pour la franchise qui joue 455 matchs consécutifs à guichets fermés entre le 12 juin 1995 et le 2 avril 2001 ; c'est le record du genre en MLB.
Larry Dolan achète la franchise en 2000 à Richard Jacobs pour la somme de 323 millions de dollars. Jacobs avait fait l'acquisition des Indians pour 35 millions de dollars en 1986.
Le 5 août 2001, les Indians réalisent le plus improbable retour au score de l'histoire des Ligues majeures. Face au Seattle Mariners, Cleveland est mené 12-0 après quatre manches et 14-2 après six manches. Les Indians s'imposent finalement 15-14 en onze manches. Cette partie est restée sous le nom de « l'impossible retour » (The Impossible Return).
Parmi les joueurs importants lors de ce renouveau, citons Kenny Lofton, Matt Williams, Roberto Alomar, Travis Fryman, Charles Nagy et Omar Vizquel, qui glane huit gants dorés de 1994 à 2001.
En novembre 2001, le manager général John Hart démissionne et son assistant Mark Shapiro prend le relais. Il tente de composer avec un effectif mixant jeunes talents et joueurs expérimentés.
Les Indians corrigent sévèrement les New York Yankees le 31 août 2004 en s'imposant 22-0 au Yankee Stadium. Ce score constitue un record depuis 1900 en Ligue majeure.
A la poursuite d'une première place en division centrale de la Ligue américaine depuis 2001, cette formule s'avère payante en 2007 avec des Indians qui tiennent tête aux Détroit Tigers. Cleveland est même la première formation de MLB à se qualifier en play-offs dès le 23 septembre. C'est le septième titre de division en treize saisons pour les Indians. Après avoir éliminé les Yankees en quatre matches (3-1), les Indians pensent un temps pouvoir devenir la première équipe à sortir la même saison les Yankees et les Boston Red Sox. Mené trois victoires à une, Boston renverse toutefois la tendance et ferme l'accès des World Series 2007 aux Indians. Au terme de cette saison 2007, Eric Wedge est désigné Manager de l'année en Ligue américaine tandis que C.C. Sabathia reçoit le Trophée Cy Young récompensant le meilleur lanceur de l'année en Ligue américaine. Depuis la création du trophée en 1956, Sabathia est le deuxième Indians a le remporter après Gaylord Perry en 1972.
L'hiver 2007-2008 est marqué par les négociations de renouvellement de contrat du lanceur C.C. Sabathia remettant en lumière les possibilités financières limitées de la franchise. Les Indians n'ont pas les moyens de conserver des joueurs comme Sabathia aujourd'hui ou Manny Ramírez et Jim Thome hier et C.C. devrait quitter les Indians après la saison 2008. Selon une étude annuelle de Forbes, Cleveland génère en 2006 158 millions de dollars de recettes contre 302 aux New York Yankees, numéro un dans ce domaine, et pointe au 18e rang en MLB. Symbole de cette politique financière, les Indians n'ont pas eu recours à l'arbitrage depuis 1991 préférant négocier directement avec ses joueurs quitte à les laisser partir sous d'autres cieux en cas d'échec des négociations.

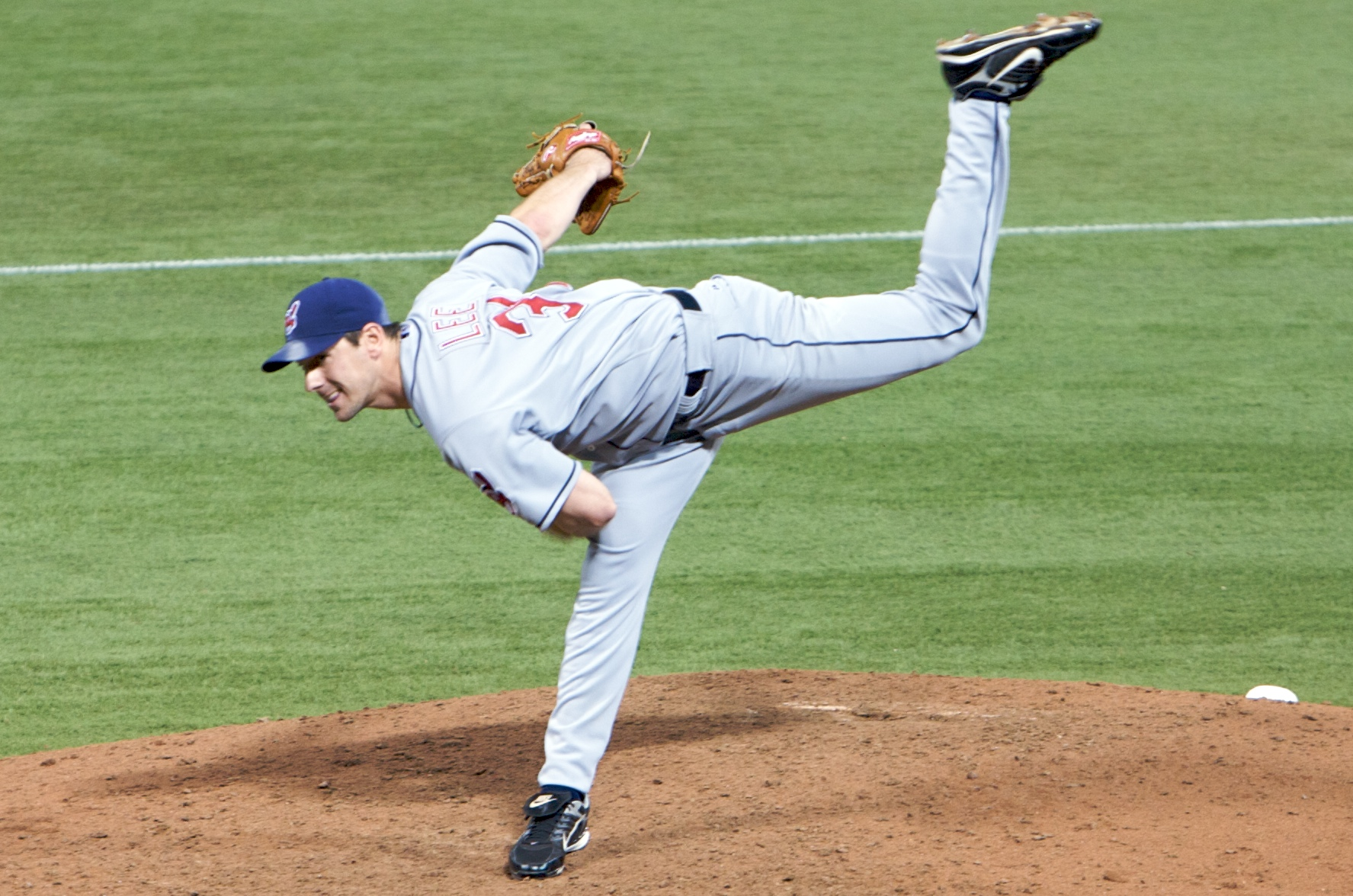
Cliff Lee

Le 12 mai 2008, les Indians signent le troisième triple jeu sans assistance de leur histoire après ceux du 19 juillet 1909 et du 10 octobre 1920. Ce type d'action est le plus rare des coups en baseball puisque 14 triples jeux sans assistance seulement sont comptabilisés dans l'histoire des Ligues majeures contre 15 batteurs qui ont réussi à frapper quatre coups de circuit au cours du même match. Sur ces 14 triples jeux sans assistance, les Indians en comptent trois devant les Red Sox et les Braves, deux chacun.
À la mi-saison 2008, les Indians sont en mauvaise position à quinze victoires des leaders de leur poule. Des blessures et des résultats en dents de scie des lanceurs expliquent cette situation. Cliff Lee, meilleur lanceur de la Ligue, échappe au naufrage avec 12 victoires pour 2 défaites et hérite logiquement du poste de lanceur partant au match des étoiles 2008 le 16 juillet au Yankee Stadium. Grady Sizemore est également présent. Quatre jours avant, le transfert de C.C. Sabathia était conclu avec les Milwaukee Brewers. Les Indians terminent la saison 2008 au troisième rang de leur division avec 81 victoires pour 81 défaites. Cliff Lee, qui signe finalement 22 victoires pour 3 défaites, remporte le trophée Cy Young.